# Zöldfarkú fényseregély
A zöldfarkú fényseregély (Lamprotornis chalybaeus)  a madarak osztályának verébalakúak (Passeriformes) rendjébe és a seregélyfélék (Sturnidae) családjába tartozó faj.

## Előfordulása
Angola, Benin, Botswana, Burkina Faso, Burundi, Csád, a Kongói Demokratikus Köztársaság, Elefántcsontpart, Eritrea, Etiópia, Gambia, Ghána, Guinea, Kamerun, Kenya, Malawi, Mali, Mauritánia, Mozambik, Namíbia, Niger, Nigéria, Ruanda, Szenegál, Szomália, a Dél-afrikai Köztársaság, Szudán, Dél-Szudán, Tanzánia, Togo, Uganda, Zambia és Zimbabwe nyílt erdeiben honos.

## Alfajai
- Lamprotornis chalybaeus chalybaeus
- Lamprotornis chalybaeus cyaniventris
- Lamprotornis chalybaeus sycobius
- Lamprotornis chalybaeus nordmanni

## Megjelenése
Testhossza 22 centiméter körüli, farka viszonylag rövid. Tollazatának kékes-zöld, lilás árnyalata van, hasa és fülfedői feketék. Szivárványhártyája sárga, narancssárga színű. A nemek hasonlóak, a fiatalok tollazata unalmasabb, feketés, barnás árnyalatu.

## Életmódja
Mint a legtöbb seregély faj, ez is mindenevő, de szívesebben fogyasztja a gerincteleneket, magvakat, bogyókat (főleg a fügét). Sokszor figyelhető meg állatcsordák közelében, melyek felzavarják a rovarokat, néha parazitákat is távolít el állatokról. 
Társaság kedvelő faj, gyakran alkotnak csapatokat más seregély fajokkal.

## Szaporodása
Fészkét természetes odvakba vagy elhagyott harkály és bajszika odúkba rakja 3–13 méter közötti magasságba. Az odút fűvel, levéllel, tollal béleli. Mali területén egyes egyedek újra elkezdek fészkelni nagyobb fajok fészkébe, mint például a szent íbiszébe vagy az abdim gólyáéba. Fészekalja 3–5 tojásból áll, melyet 13–14 napig költ. A fiókák 23 nap után hagyják el a fészket